# Thierry Vimal
 (janvier 2025).
Thierry Vimal est un écrivain français né à Moulins le 8 mars 1971.

## Biographie
Thierry Vimal est né le 8 mars 1971 à Moulins (Allier).
Il passe son enfance dans l’Allier, dans le village de Bourbon l’Archambault, où son père tient une pharmacie. Il fréquente le lycée Théodore-de-Banville de Moulins jusqu’à l’âge de quinze ans, puis sa famille déménage pour la Côte d’Azur. Après le bac, il pratique intensivement la plongée sous-marine et suit des études de sciences à l’Université de Nice-Sophia-Antipolis puis à l’université Pierre-et-Marie Curie (Paris-VI) où il se spécialise en océanographie, ce qui lui donne l’occasion de séjourner plusieurs mois aux Seychelles où il travaille avec l'ORSTOM sur les ressources thonières de l’océan Indien.
De retour en France, âgé de 24 ans, il met un terme à ses études et crée avec deux amis un café littéraire dans le Vieux Nice, le Bonnet d’âne. Il mène alors une vie semi-marginale, principalement nocturne, marquée par la fréquentation de rave party et la consommation excessive de drogues et d’alcool. Il en tire son premier récit autobiographique, Le Grand Huit, publié en 1999 aux Éditions de l’Olivier. Trois ans plus tard, Dans l’alcool, raconte sa cure de désintoxication alcoolique, à la suite de laquelle il commence la pratique de l'aïkido, dont il est aujourd'hui ceinture noire quatrième dan (aikikai).
Il exerce à Nice plusieurs métiers (vendeur ambulant, cuisinier, bibliothécaire scolaire, libraire, pigiste) avant de se spécialiser dans la communication d’entreprise, principalement dans les domaines du luxe, de la gastronomie, du commerce équitable et de l’agriculture biologique. En 2004, il s’installe dans le village azuréen de Contes. En 2005, la naissance de sa première fille Amie donne lieu à la publication de son troisième ouvrage, 7 Millimètres. Intéressé par la psychanalyse, il décroche en 2007 une licence de Psychologie à l’université de Sophia-Antipolis.
En 2015, il revient vivre à Nice avec sa famille. Il est pigiste et secrétaire de rédaction pour le magazine Ressources, dédié au développement durable. Le 14 juillet 2016, sa fille Amie décède à l’âge de 12 ans dans l’attentat du 14 juillet 2016 à Nice. Trois ans plus tard, il en tire le récit 19 Tonnes,, publié aux éditions du Cherche midi. Membre fondateur de l'association de victimes Promenade des Anges – 14 juillet 2016, il en est l'un des coprésidents entre mai 2019 et décembre 2020. Il assure la communication du collectif, rédige et prononce plusieurs discours lors des cérémonies de commémoration. 
Sa fille Amie est concernée par l'affaire des prélèvements d'organes. Son inhumation définitive n'aura lieu qu'en 2024.
Pendant la crise sanitaire et les confinements de 2020 et 2021, il prépare et obtient en candidat libre le CAP de cuisine, en même temps qu’il écrit Au Titre des souffrances endurées, fiction où il dénonce les dérives de la médecine légale et interroge les failles de l’engagement de la société envers les victimes de terrorisme, publiée en janvier 2022 et récompensée par le Prix Nice Baie des Anges.
Thierry Vimal vit actuellement dans la vieille ville de Nice.

## Romans et récits
- 2000 : Le Grand Huit, éditions de l'Olivier  (ISBN 978-2879292243 et 978-2879293257)
- 2002 : Dans l'alcool, éditions de l'Olivier et Points  (ISBN 978-2879293219 et 978-2020679091)
- 2005 : 7 Millimètres, éditions de l'Olivier  (ISBN 978-2879294100)
- 2013 : Coffee City, éditions Erick Bonnier  (ISBN 978-2367600253)
- 2019 : 19 Tonnes, Le Cherche midi  (ISBN 978-2749161709)
- 2022 : Au titre des souffrances endurées, Le Cherche midi  (ISBN 978-2749166186)

## Poésie
- 2022 : Ça passe crème[9],[10], chronique en vers libres du procès de l’attentat du 14 juillet 2016 à Nice.

## Pièces radiophoniques / Podcasts
- 2024 : Nice, l’audience de trop ? , France Culture

Scénario et dialogues : Aurore Juvenelle, Janna Behel, Thierry Vimal - Réalisation : Yaël Mandelbaum.

## Prix et distinctions
- 2022 : Prix Nice Baie des Anges pour Au titre des souffrances endurées
- 2022 : Finaliste du Prix Roger-Nimier pour Au titre des souffrances endurées